# Grunge
El grunge, en ocasiones conocido como sonido de Seattle, es un subgénero del rock alternativo influido por el punk rock, el metal, el hardcore punk, el noise rock, y con estructuras cercanas al pop rock heredadas del rock alternativo. Surgió a finales de la década de los ochenta, con grupos provenientes principalmente del estado estadounidense de Washington, en particular, del área de Seattle. La primera compañía que impulsó y dio a conocer el género fue la discográfica Sub Pop, apoyando a bandas que serían fundamentales en el desarrollo del naciente género, como Nirvana, Green River, Pearl Jam, Soundgarden y Alice in Chains. Las características distintivas del sonido grunge eran sus guitarras fuertemente distorsionadas y enérgicas, melodías vocales, muchas veces pegadizas y repetitivas, así como baterías predominantes; mientras sus letras se caracterizaban por reflejar apatía y desencanto.
El grunge se expandió a nivel mundial durante la primera mitad de la década de los noventa, impulsado principalmente por el éxito comercial de los álbumes Nevermind de Nirvana y Ten de Pearl Jam. Dicho éxito catapultó la popularidad del rock alternativo e hizo del grunge el género de rock más popular de ese tiempo. A pesar de esto, muchos grupos estuvieron siempre incómodos con su estatus de superestrellas y por la aparición, a causa de la influencia de los medios, de un movimiento grunge, lo que en algunos casos les provocaron conflictos internos que los llevaron desde la separación hasta la muerte de algunos de sus integrantes.
La popularidad del grunge comenzaría a desvanecerse a comienzos del nuevo siglo. De las grandes bandas que dieron vida al movimiento, en 2024 solo quedan activas Pearl Jam, Stone Temple Pilots, Alice in Chains, Mudhoney y The Melvins. Aún con esto, la influencia del grunge fue determinante en el posterior desarrollo del rock alternativo.

## Origen del término
Se cree que el término «grunge» proviene de una pronunciación relajada del adjetivo «grungy» —jerga usada en inglés para decir «sucio»—, el cual se originó como jerga de los términos en inglés «dirt» —«suciedad», «mugre»— o «filth» —«inmundicia», «porquería»—.
Generalmente se acredita a Mark Arm, entonces vocalista del grupo Green River y posteriormente de Mudhoney, como la primera persona que utilizó el término «grunge», refiriéndose a un nuevo estilo musical. Arm usó la palabra en 1981 en una carta que escribió y envió bajo su nombre de pila, Mark McLaughlin, a la revista de Seattle Desperate Times, en la que criticaba a su anterior banda Mr. Epp and the Calculations, llamándola «Pure grunge! Pure white noise! Pure shit!» —«¡Grunge puro! ¡Puro ruido de fondo!, ¡Pura mierda!»—. El director de la revista, Clark Humphrey, mencionó esta como la primera vez que se utilizaba la palabra para referirse a una banda de Seattle y añadió que Bruce Pavitt, de la discográfica Sub Pop, popularizaría el término al usarlo frecuentemente para describir el estilo de Green River. A pesar de que Arm usó el término originalmente de forma despectiva, acabó denominando uno de los géneros musicales más populares de la década de los noventa.

## Características
Como género musical, se caracteriza por las guitarras distorsionadas, melodías repetitivas, y batería pesada de herencia punk, siendo similar a este en sus melodías. Varios sellos musicales independientes fueron los que permitieron llevar este estilo de música al público en sus inicios. Muchas de las bandas más exitosas de la época fueron asociadas con la compañía discográfica independiente Sub Pop de Seattle; sin embargo, otros sellos independientes de dicha ciudad también ganaron reconocimiento, incluyendo Kill Rock Stars y K Records. El ejecutivo David Geffen también tuvo un papel importante en la comercialización del grunge.
La escena grunge tuvo también fuertes influencias de la cultura musical del noroeste de Estados Unidos y de la cultura juvenil local. El parecido a otras bandas de la misma procedencia, como The Fabulous Wailers y, más particularmente, The Sonics, es notorio.
Las letras del grunge destacan por su desencanto y apatía y por tratar temas como la alienación, la búsqueda de la libertad o la marginación social. A través de estos temas, los músicos del género mostraban su disconformidad con la sociedad y con los variados prejuicios de ésta, lo que los aproximaba tanto al punk como a la generación X. Sin embargo, no todas las canciones de grunge tenían este tipo de temáticas: un claro ejemplo es la canción "In Bloom" de Nirvana, de temática humorística, así como "Touch Me I'm Sick" de Mudhoney. Uno de los objetivos de las críticas de algunas letras eran las bandas de hair metal y de otros géneros de rock que obtuvieron éxito comercial durante los ochenta, algo palpable en la canción "Big Dumb Sex" de Soundgarden, tema en el que se satiriza a dichas bandas.
Los conciertos de estas bandas también marcaron una diferencia respecto a otras escenas musicales, destacando por su energía y su temperamento, así como por la sobriedad de su puesta en escena, debido al rechazo a los altos presupuestos y a la opulencia que habían caracterizado hasta ese momento las actuaciones de muchos grupos con éxito comercial.

## Historia

### Raíces e influencias
La acogida masiva del grunge por parte de la audiencia se consideró como una reacción contra el dominio popular del glam metal, representado por bandas como Poison, Motley Crüe, Ratt o Bon Jovi, que había estado dominando las listas de éxitos musicales, especialmente en Estados Unidos, durante la década de los ochenta. La temática de las canciones grunge contrasta con las letras machistas del hair metal, ya que posee mayor sensibilidad y una marcada conciencia social. Mientras que en el glam Metal las letras hacían referencia en general a logros sexuales o haciendo alarde del consumo de drogas y alcohol.

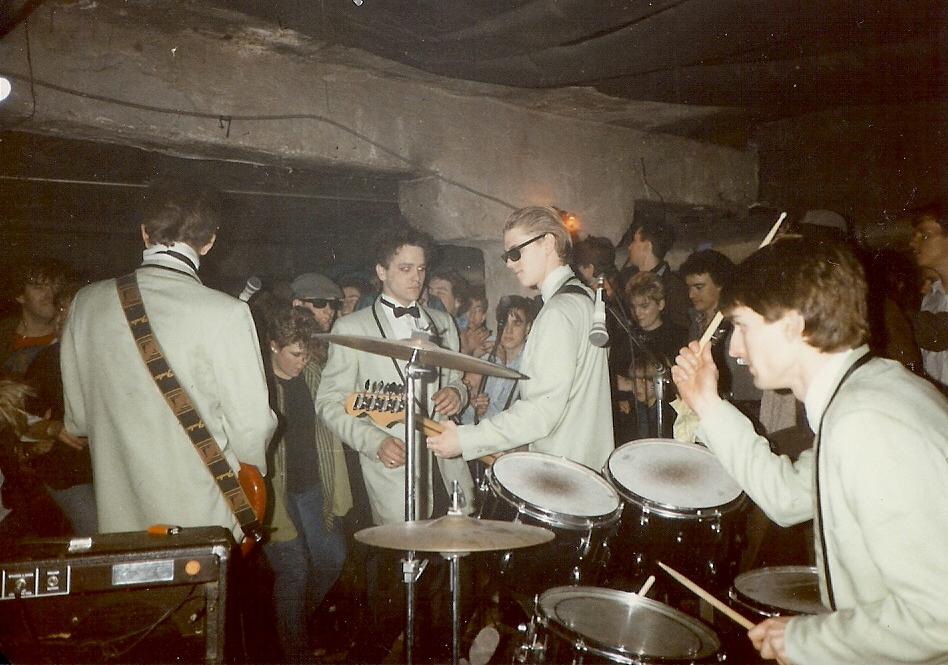
The U-Men en Seattle, década de 1980.

El sonido tan particular del grunge se debió en parte al aislamiento que tuvo Seattle de otras escenas musicales. Jonathan Poneman de la discográfica Sub Pop comentó: "Seattle fue el ejemplo perfecto de una ciudad secundaria con una escena musical muy activa que fue ignorada por completo por la fijación de los medios estadounidenses en Los Ángeles o Nueva York". Mark Arm replicaba que dicho aislamiento significaba: "Esta esquina del mapa estaba por naturaleza apartada de las ideas de otros". El grunge evolucionó desde la escena punk local y tuvo como fuentes principales de inspiración a bandas como The Fartz, The U-Men, 10 Minute Warning, The Accüsed y The Fastbacks. También el estilo lento, pesado y sucio de The Melvins fue una de las influencias más significativas del sonido grunge.
Además de los grupos del noroeste de Estados Unidos, otros grupos y escenas musicales influyeron en el grunge. Bandas de la escena alternativa estadounidense, tales como Sonic Youth, The Pixies y Dinosaur Jr, se consideran influencias importantes en el movimiento. Sonic Youth fue uno de los grupos que más apoyaron y promovieron la escena de Seattle, cuya influencia reforzó las actitudes decididamente independientes de sus músicos. La influencia de The Pixies sobre Nirvana fue declarada por Kurt Cobain, quien comentó en una entrevista para la revista Rolling Stone que él se sentía "tan fuertemente conectado con la banda que debería estar en ella". Nirvana adoptó en sus canciones la estructura consistente en estrofas melódicas y estribillos vigorosos característica del estilo de The Pixies y la popularizaron tanto en el grunge como en otros subgéneros de rock alternativo.

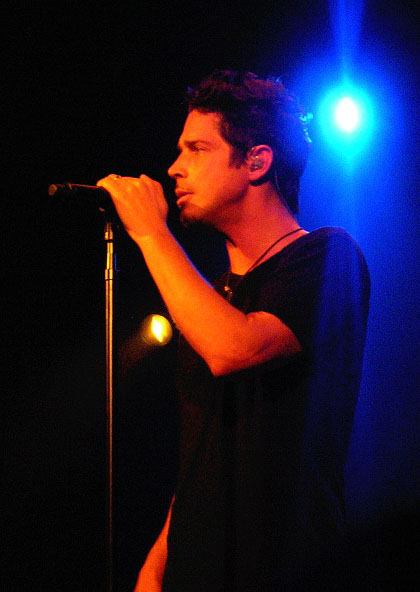
Chris Cornell, vocalista de Soundgarden, en un concierto en solitario en 2007.

Junto a las raíces alternativas y punks de la escena, muchas bandas de grunge estuvieron igualmente influidas por el heavy metal de principios de la década de los 70. Clinton Heylin, autor del libro Babylon's Burning: From Punk to Grunge, cita a Black Sabbath como "quizá la influencia pre-punk más ubicua en la escena del noroeste". Black Sabbath jugó un papel importante en la configuración del sonido grunge, tanto con sus propios álbumes como con los que inspiraron. La influencia de Led Zeppelin es también evidente, en particular en el trabajo de Soundgarden, quienes en una entrevista a la revista Q apuntaron que "[estaban] en deuda con el rock de los 70, pero despreciando el patente sexismo y machismo del género". El álbum de 1984 My War del grupo de hardcore punk de Los Ángeles, Black Flag, en el cual combinaban el heavy metal con su sonido tradicional, causó un fuerte impacto en Seattle. Steve Turner, guitarrista de Mudhoney comentó: "Mucha gente en todo el país odió de hecho el sonido lento de Black Flag... Pero aquí fue realmente grandioso... Aquí fue 'Yay!' Ellos están locos y jodiendo el sonido". Turner, explicando la integración de influencias metaleras al grunge, comentaba: "El hard rock y el metal nunca fueron enemigos del punk como lo fue en otras escenas. Aquí fue más bien, 'Sólo hay veinte personas aquí, en realidad no puedes encontrar un grupo que odiar'". Los grupos de Seattle comenzaron a mezclar el metal y el punk en la escena en 1984. Buena parte del reconocimiento que tuvo esta fusión se debe a la relativa popularización del estilo de The U-Men.

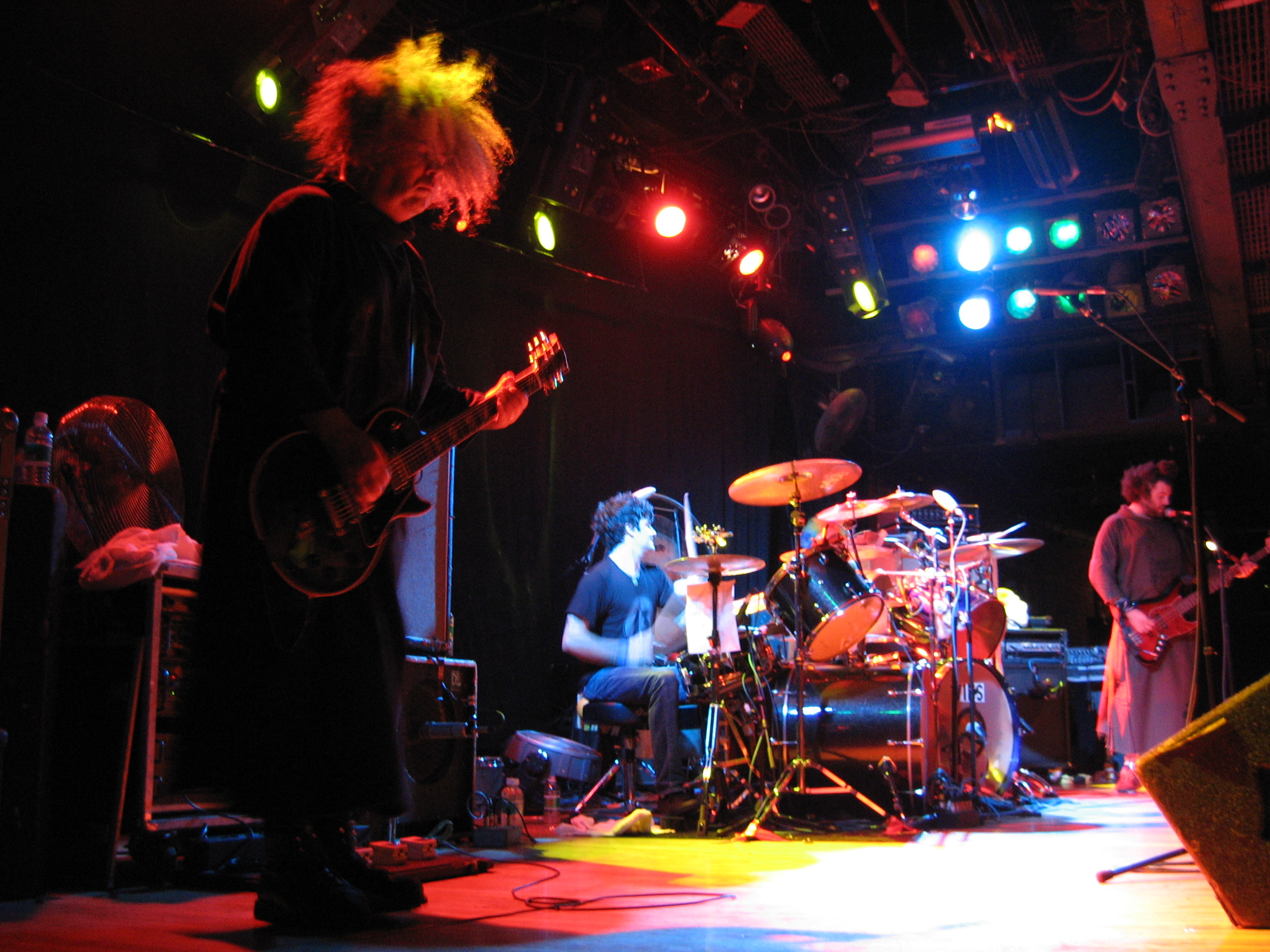
The Melvins en concierto en 2006.

El sonido crudo, distorsionado y el uso intensivo del feedback de algunas bandas del noise rock también influyó en el grunge. Entre estos grupos se encuentra el grupo de Wisconsin Killdozer, y más notablemente, la banda de San Francisco Flipper, quienes eran conocidos por su "noise punk" lento y turbio. El grupo Butthole Surfers, cuyo estilo mezclaba el punk, el heavy metal y el noise rock fue una influencia importante, particularmente en los primeros trabajos de Soundgarden y Nirvana. Soundgarden y otras bandas pioneras del grunge fueron influidas por las bandas post punk británicas como Gang of Four y Bauhaus, quienes fueron muy populares a principios de los 80 en la escena de Seattle. Después de que Neil Young tocara en algunos conciertos con Pearl Jam y grabaran juntos el álbum Mirror Ball, algunos medios comenzaron a llamar a Young "El padrino del Grunge". Esto lo fundamentaban con su trabajo en su grupo Crazy Horse y en el uso habitual de la guitarra distorsionada en sus canciones, en particular en el álbum Rust Never Sleeps. Además de la influencia musical, Neil Young significó una gran influencia en la actitud y comportamiento de varios grupos. Eddie Vedder comentaría durante la inducción al Salón de la Fama del Rock de Young: «Él enseñó mucho a la banda sobre la dignidad y compromiso y sobre saber actuar en el momento..." Una influencia similar, que sin embargo aún no es muy considerada, fue Redd Kross y su álbum Neurotica, acerca del cual el cofundador de Sub Pop afirmaba: "Neurotica fue el que cambió mi vida y la de varias personas de la comunidad musical de Seattle".
A menudo se ha debatido sobre la figura del grupo padrino del grunge y se ha otorgando esta denominación indistintamente a The Melvins, Green River o Malfunkshun. Si se atiende al orden cronológico, el padrino del grunge sería Malfunkshun (fundada en 1980), pero dado su carácter influyente en el resto de bandas, Green River podría ser considerado como la primera banda de grunge tal y como lo conocemos hoy en día, al igual que The Melvins, acreedores del sonido pesado al que Nirvana daría tintes más melódicos.

### Desarrollo (1986-1990)
El álbum recopilatorio Deep Six, lanzado en 1986 por la compañía discográfica C/Z Records, más tarde rebautizada como A&M, es uno de los primeros álbumes del género. La grabación incluía varias canciones de seis grupos: Green River, Soundgarden, The Melvins, Malfunkshun, Skin Yard y The U-Men; para varios de ellos fue su primera aparición en un álbum. En este disco, los artistas tenían un "sonido agresivo", principalmente heavy que mezclaba los tempos lentos del heavy metal con la intensidad del hardcore. Como Jack Endino comentó: "La gente solo decía, 'Bien, ¿qué clase de música es esta? No es metal, no es punk, ¿qué es? [...] la gente diría '¡Eureka!', estas bandas tienen algo en común".
Más tarde, en el mismo año, Bruce Pavitt lanzó en su discográfica Sub Pop el álbum recopilatorio Sub Pop 100, que contenía otros temas de los primeros grupos de grunge, así como el primer EP de Green River, Dry As a Bone. Uno de los primeros catálogos de Sub Pop describía el EP de Green River como "ultra-loose GRUNGE that destroyed the morals of a generation". Bruce Pavitt y Jonathan Poneman, también de Sub Pop, inspirados por otras escenas regionales que habían aparecido en la historia de la música, trabajaron para asegurar que su sello proyectara un "sonido Seattle", reforzando un estilo similar en la producción y en el material gráfico de los álbumes. También procuraron tener un trabajo publicitario en forma, con miras a extender la popularidad de la escena. Un ejemplo de esto son las imágenes de los primeros conciertos de grunge, que pese a su escasa audiencia (algunos con asistencia menor a unas cuantas docenas de personas) creaban la impresión de que se trataban de eventos masivos gracias al trabajo de Charles Peterson, el fotógrafo de Sub Pop. Otras discográficas de la zona del Pacífico Noroeste se sumaron a Sub Pop para ayudar a la promoción del grunge, como la ya citada C/Z Records, Estrus Records, EMpTy Records y PopLlama Records.

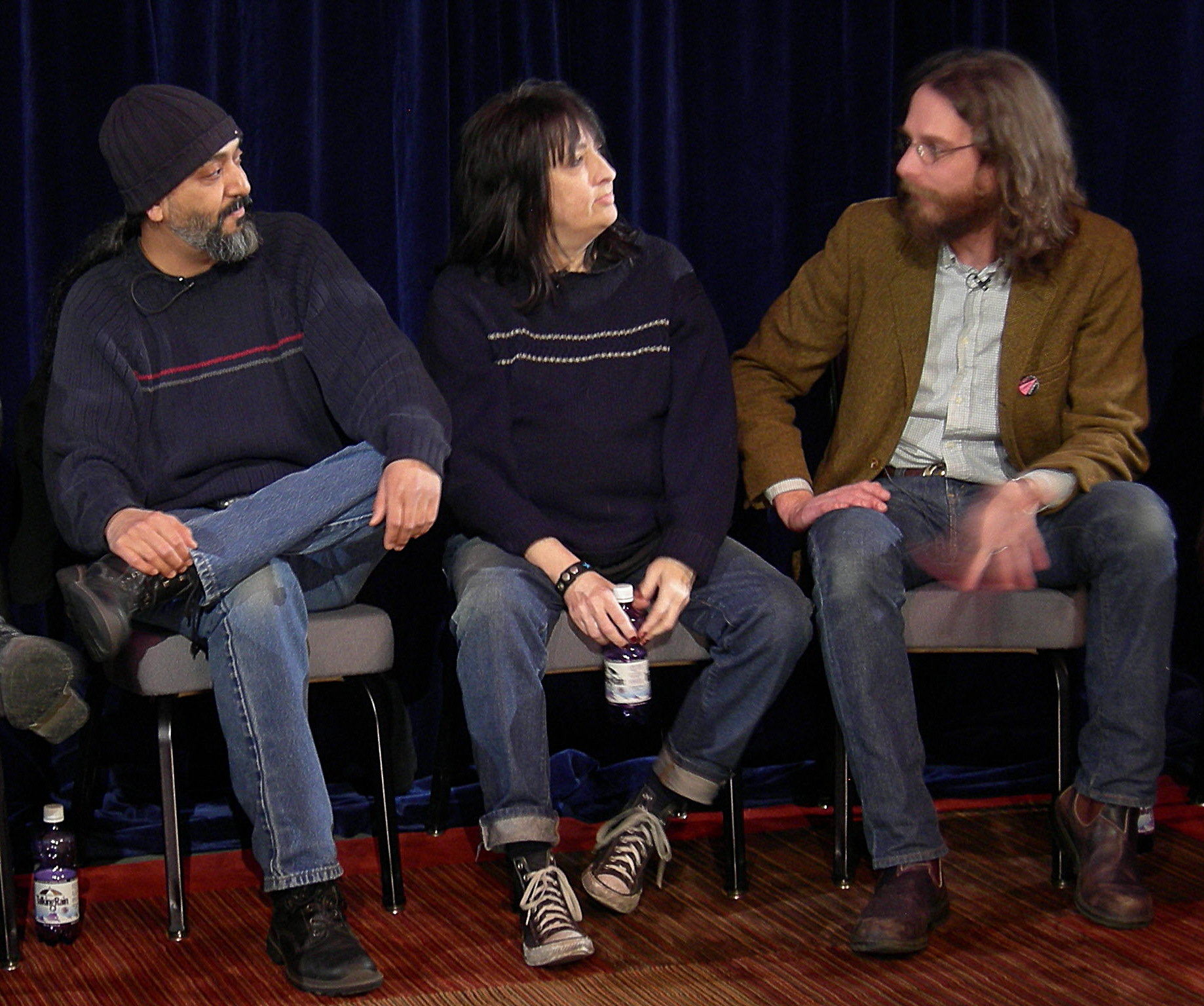
Imagen tomada durante un panel de discusión acerca de las experiencias de los músicos, en Seattle en febrero de 2007. De izquierda a derecha: Kim Thayil de Soundgarden, Kim Warnick de The Fastbacks y Steve Turner de Mudhoney.

Fue en esta época cuando se produjo la separación de Green River. Cada uno de sus miembros tomó rumbos distintos que a la larga serían determinantes en el posterior desarrollo de la escena. Steve Turner y Mark Arm formaron Mudhoney, mientras que en 1988 Stone Gossard y Jeff Ament se unieron al cantante Andrew Wood, quien fuera vocalista del grupo Malfunkshun, para formar un nuevo grupo llamado Mother Love Bone. Los estilos de ambas bandas se distanciaron, ya que mientras Mudhoney siguió en parte la línea trazada por Green River, Mother Love Bone se caracterizó por un estilo que mezclaba el glam rock con el punk. Mudhoney, a partir de este momento, sirvió como bandera de la discográfica Sub Pop durante el tiempo que permanecieron en ella y se convirtieron en la punta de lanza del movimiento grunge en Seattle.
Mientras tanto, el escritor especializado en música Michael Azerrad comentó que las primeras bandas del grunge, como los ya citados Mudhoney, Soundgarden y Tad, a pesar de que tenían estilos musicales muy diferentes, "para un observador objetivo, existían en ellos algunas marcadas similitudes".
El grunge atraería la atención de los medios del Reino Unido después de que Pavitt y Poneman le preguntaran al periodista Everett True de la revista británica Melody Maker si podría escribir un artículo en dicha publicación sobre la escena musical local. Esta exposición ayudó a que el grunge fuese conocido fuera de la zona de Seattle durante finales de la década de los 80 y provocó la asistencia de más público a sus conciertos. La aparición del grunge dentro de la prensa musical fue como "la promesa de regreso a una visión más regional y de autor del rock americano". La popularidad creciente del grunge dentro de la escena musical underground provocó que varias bandas comenzasen a moverse hacia Seattle para aproximarse al estilo y sonido de las bandas originales de grunge. Steve Turner comentó al respecto: "Fue realmente malo. Hacerse pasar por bandas que surgieron aquí, con cosas que no vienen de donde nosotros venimos". Como respuesta, muchas bandas de grunge diversificaron su estilo: por ejemplo, Nirvana y Tad en particular crearon un estilo mucho más melódico en sus canciones. Heather Dawn de la revista Backlash de Seattle señaló que en 1990 muchos locales estaban cansados de la promoción exagerada creada alrededor de la escena de Seattle y esperaban que esa exposición mediática comenzara a desaparecer.

### Explosión y éxito comercial (1991-1995)

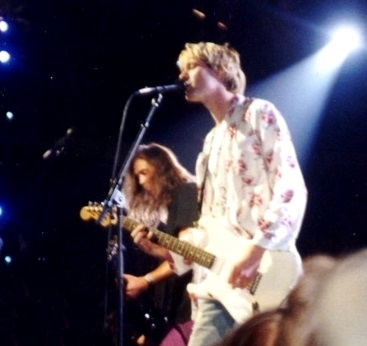
Nirvana en concierto en 1992.

Los grupos de grunge comenzarían a incursionar en el gran mercado musical durante finales de la década de 1980. Soundgarden se convirtió en la primera banda de grunge en firmar contrato con una compañía discográfica mayor, al unirse al catálogo de A&M Records en 1989. Esta banda, junto a otros grupos recién contratados por las grandes compañías discográficas, como Alice in Chains y Screaming Trees, tuvo un buen debut con sus primeros lanzamientos discográficos en dichas empresas, de acuerdo con lo que comenta Jack Endino. En 1989, Mother Love Bone logró su contratación por parte de la discográfica PolyGram, iniciando de inmediato las grabaciones de lo que sería su primer álbum, Apple, pero el proyecto se frustró por la muerte por sobredosis de heroína del cantante Andrew Wood. Hacia mediados de 1990 Chris Cornell, cantante de Soundgarden, inició un proyecto en homenaje de su amigo Wood, para el cual invitó a Jeff Ament y Stone Gossard, exmiembros de Mother Love Bone, a colaborar. Mientras trabajaban en dicho proyecto se dieron a la caza de integrantes para formar un nuevo grupo. Aprovechando las sesiones de grabación del proyecto (que tomaría el nombre de Temple of the Dog), grabaron una serie de demos que distribuyeron entre varios conocidos. A través de estas grabaciones es como el cantante Eddie Vedder se integró en el grupo, que tiempo después tomaría el nombre de Pearl Jam. Mientras tanto, la recién surgida escena de Seattle comenzó a verse impregnada por las drogas, especialmente la heroína, de la que muchos músicos emergentes se confesaban adictos.
Nirvana, grupo originario de Aberdeen (estado de Washington), comenzó a ser cortejado por sellos importantes, hasta su firma con Geffen Records en 1990. En septiembre de 1991, el grupo realizó su primer álbum para Geffen y segundo de su carrera, Nevermind. En un inicio, Geffen esperaba un éxito menor comparado al que obtuvo Sonic Youth con su álbum Goo, lanzado por el mismo sello un año antes. Fue el lanzamiento del primer sencillo del álbum, "Smells Like Teen Spirit" el que "señaló la instigación del fenómeno de la música grunge". Gracias a la transmisión constante del vídeo de la canción en la cadena MTV, Nevermind vendió 400.000 copias en una sola semana, en diciembre de 1991. En enero de 1992, Nevermind reemplazó al álbum Dangerous de la superestrella del pop Michael Jackson del número uno de la lista de álbumes de Billboard.
El éxito de Nevermind tomó por sorpresa a la industria musical. El álbum no solo popularizaría el grunge, sino que también establecería la "viabilidad cultural y comercial del rock alternativo en general". Michael Azerrad afirmó que Nevermind simbolizó "un cambio radical en la música rock" en la cual el glam metal, que había dominado el rock hasta ese entonces, fue reemplazado en favor de una música mucho más auténtica y relevante culturalmente.
De inmediato otros grupos de grunge comenzaron a replicar el éxito de Nirvana. El álbum debut de Pearl Jam, Ten, a pesar de que fue lanzado un mes antes que Nevermind, comenzó a acelerar sus ventas en 1992. Para la segunda mitad de dicho año, Ten se convirtió en el segundo gran éxito del grunge, al ser certificado como disco de oro en Estados Unidos y alcanzar el número dos en las listas del Billboard. La oleada alcanzó a los álbumes Badmotorfinger de Soundgarden y Dirt de Alice in Chains, que entraron en la lista de los 100 álbumes más vendidos de 1992. La discográfica A&M Records aprovechó el éxito comercial del grunge y volvió a lanzar el álbum del proyecto Temple of the Dog, el cual un año antes apenas había alcanzado las 70.000 copias vendidas. El sello aprovechó que el álbum era de hecho una colaboración entre Pearl Jam y Soundgarden para catapultar a tal grado sus ventas que alcanzó el millón de copias vendidas y la certificación de platino por parte de la RIAA.

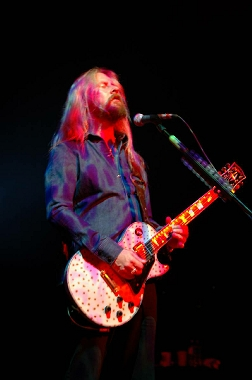
Jerry Cantrell, guitarrista de Alice in Chains.

Otro factor que impulsó la popularidad del grunge se dio gracias a la película Singles, dirigida por Cameron Crowe y rodada a principios de 1991. La trama de Singles gira precisamente alrededor de la escena musical de Seattle y en ella se puede ver a varios de los grupos del movimiento, como Soundgarden, Pearl Jam o Alice in Chains, actuando en pequeñas partes. La película no fue lanzada después de ser terminada ya que la compañía Warner Bros no sabía qué hacer con ella. Al comenzar a darse el fenómeno comercial del grunge, la película fue publicada en septiembre de 1992. La banda sonora se convirtió en un muestrario de las principales bandas de la escena Seattle, incluyendo temas de Pearl Jam, Alice in Chains, Mother Love Bone o Mudhoney, aunque también se incluyeron canciones de Jimi Hendrix o The Smashing Pumpkins. La banda sonora de Singles también colaboró a que el movimiento grunge dejase de ser un fenómeno local y se extendiese por Estados Unidos, además de cristalizar la idea de una escena de Seattle entre el público mayoritario.
El impacto del grunge comenzó a alcanzar dimensiones insospechadas. La revista Rolling Stone nombró a Seattle como "el nuevo Liverpool". Las grandes compañías discográficas se enfocaron con mayor fuerza en la ciudad y comenzaron a contratar a las restantes bandas de Seattle, mientras una segunda oleada de bandas empezó a emigrar a la ciudad con la esperanza de alcanzar el éxito.
Hacia 1993 comenzó a darse una reacción violenta en Seattle contra el grunge; Bruce Pavitt comentó que en la ciudad "todas las cosas grunge eran tratadas con el mayor de los cinismos y con diversión [...] Porque la mayoría de esas cosas eran un movimiento fabricado y siempre lo ha sido". Muchos artistas del movimiento grunge empezaron a sentirse incómodos con el éxito y la atención puesta en ellos que eso conllevaba. Kurt Cobain, en una entrevista con Michael Azerrad, declaró: "Ser famoso es la última cosa que quise ser". Pearl Jam también comenzó a sentir el peso del éxito, en especial Eddie Vedder, en quien recayó la mayor parte de la atención. El siguiente álbum de Nirvana, In Utero, lanzado en 1993, fue concebido como un disco intencionalmente abrasivo y difícil. Krist Novoselic, bajista de Nirvana, lo describió como de "un salvaje sonido agresivo, un verdadero álbum alternativo". A pesar de eso, In Utero alcanzaría la cima de las listas de Billboard en octubre de 1993.
Pearl Jam continuaría también su éxito comercial con su segundo álbum, Vs., lanzado en 1993. El álbum vendería 950.378 copias en su primera semana de lanzamiento, lo cual fue un récord de ventas en los Estados Unidos durante varios años, alcanzando al mismo tiempo el primer lugar de las listas de Billboard y el Top Ten en la misma semana, todo ello a pesar del sonido más crudo y abrasivo que su antecesor.

### Pérdida de popularidad (1995-2006)
Muchos fueron los factores que influyeron para que el grunge empezara a declinar en sus índices de popularidad. La aparición del post grunge durante la segunda mitad de la década de 1990 causó la progresiva suplantación del grunge por este. El post grunge, con un estilo más suave y accesible, destronó a muchas bandas y trabajos de grunge. Aparecieron grupos más orientados a audiencias comerciales, con un sonido mucho más accesible, como Collective Soul, Silverchair o Bush, caracterizados por suavizar las guitarras distorsionadas del grunge con una producción mucho más pulida.

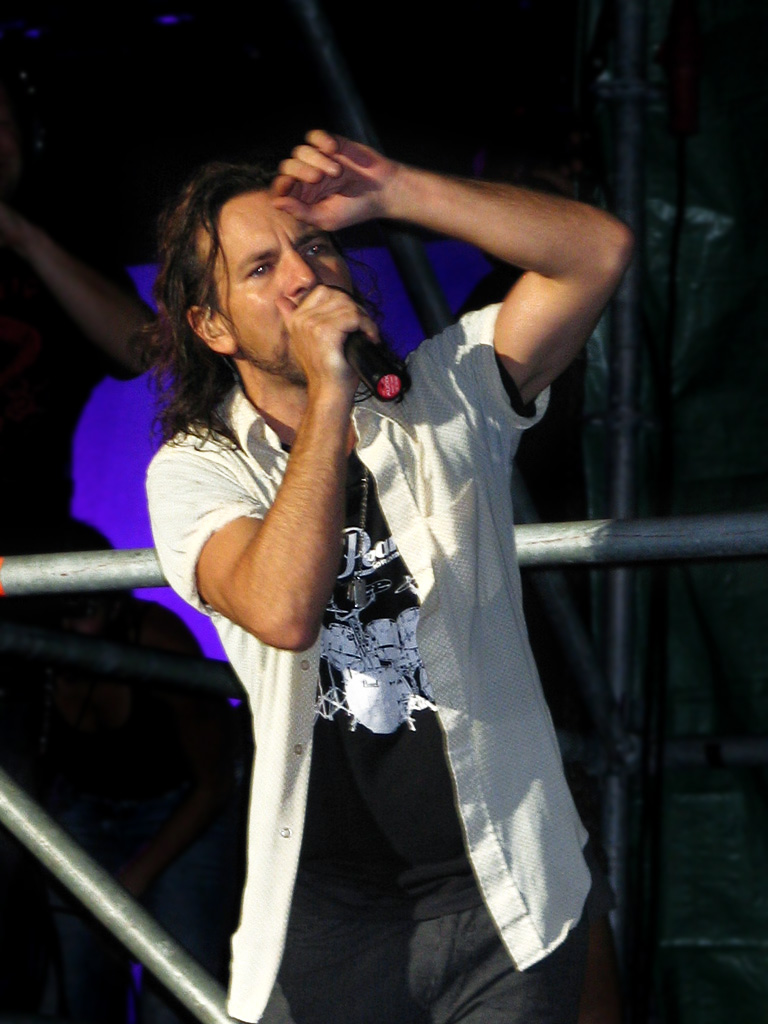
Eddie Vedder, vocalista de Pearl Jam, en septiembre de 2006.

Inversamente a esto, otro subgénero del rock alternativo, el britpop, emerge como parte de una reacción en contra del dominio del grunge en el Reino Unido. En contraste con la dureza del grunge, el britpop es definido como "exuberante y lleno de juventud y deseo de reconocimiento". Grupos como Oasis o Blur se convirtieron en estandartes del estilo. El vocalista de Blur, Damon Albarn, llegó a admitir que su banda era "anti-grunge", mientras que Noel Gallagher, integrante de Oasis, criticó duramente el grunge, especialmente la canción "I Hate Myself and Want to Die" de Nirvana, sentenciando que "todo esto del victimismo en la música era pura basura", refiriéndose inequívocamente al grunge.
Muchos de los grandes grupos del grunge se separaron a mediados de los 90. Kurt Cobain comenzó a tener graves problemas con su adicción a las drogas, y a principios de 1994 entró en una clínica de rehabilitación, pero desapareció durante más de dos semanas hasta ser encontrado el 8 de abril muerto en su casa, lo que dio fin a la carrera de Nirvana. Ese mismo año Pearl Jam canceló su gira de verano en protesta contra la empresa Ticketmaster, que había encarecido los boletos de sus conciertos. Así, la banda comenzó un boicot contra la compañía que no solo redujo la cantidad de conciertos organizados por dicha empresa, sino también los gestionados por muchas otras organizaciones similares bajo la negación del grupo, lo que hizo que no tuviese casi ningún concierto en los Estados Unidos durante tres años.
1996 puede ser considerado al año que marca el final del grunge como género dominante. En este año, Alice in Chains dio sus últimas presentaciones en vivo con un ya muy distanciado y debilitado Layne Staley, quien comenzó a resentirse gravemente de sus problemas con las drogas, provocando la suspensión de conciertos y, finalmente, de la actividad de la banda hasta su muerte en abril de 2002. En mayo apareció Down On the Upside, que a la postre sería el último álbum de Soundgarden. A pesar de tener algunas buenas críticas, el trabajo no obtuvo el éxito de sus anteriores producciones. Durante la grabación del álbum aparecieron fricciones entre los miembros del grupo que llevarían a su disolución el 9 de abril de 1997. Una suerte similar correría Screaming Trees, quienes editaron Dust, su último disco, en 1996, obteniendo pésimas ventas y acabando con la historia del grupo al no encontrar ninguna compañía que les financiase su siguiente trabajo. Ya a mediados del año, Pearl Jam lanzó uno de sus álbumes más polémicos, No Code, que estaba pensado como una ruptura completa del grupo con respecto a sus trabajos anteriores, en especial de Ten, y del grunge en general. Las sesiones de grabación al inicio estuvieron llenas de tensión, lo que estuvo a punto de provocar la disolución del grupo. Sin embargo, pudieron superar sus problemas personales, en gran medida ayudados por su nuevo baterista, Jack Irons.

### Resurgimiento de bandas grunge (2006-presente)
Hacia 2015, Pearl Jam era de los pocos grupos exitosos de grunge que seguía activo, habiendo editado diez álbumes y consiguiendo perdurar e influir en la opinión pública a pesar de su sostenida actitud anticomercial. Mudhoney sigue sacando discos con relativa frecuencia, pero con mucho menos éxito que durante la época de popularidad del grunge.
A partir del año 2006 se comienza a ver una reintegración de algunas de las bandas originales del movimiento. En dicho año, los integrantes de Alice in Chains se reúnen, integrando al cantante William DuVall en sustitución del fallecido Layne Staley, y lanzaron un nuevo álbum el 29 de septiembre de 2009 titulado Black Gives Way to Blue. Soundgarden se reúne también en 2009 lanzando nuevo material discográfico y reiniciando conciertos en festivales por Estados Unidos y varios países más.

## Publicaciones

#### Recopilatorios
- Deep Six (1986)
- Sub Pop 100 (1986)
- Sub Pop 200 (1988)
- Singles (banda sonora) (1992)
- The Grunge Years (1994)
- Hype! (banda sonora) (1996)

#### Documentales
- 1991: The Year Punk Broke (1991)
- Hype! (1996)